# Arctia fusata
Arctia fusata är en fjärilsart som beskrevs av Smith 1953. Arctia fusata ingår i släktet Arctia och familjen björnspinnare. Inga underarter finns listade i Catalogue of Life.